# Giải bóng đá vô địch quốc gia Thụy Sĩ
Giải bóng đá vô địch quốc gia Thụy Sĩ (tiếng Anh: Swiss Super League, mang tên chính thức là Brack Super League vì lý do tài trợ) là giải đấu bóng đá chuyên nghiệp cấp cao nhất của hệ thống giải bóng đá Thụy Sĩ và đã được chơi ở thể thức hiện tại kể từ mùa giải 2003–04. Kể từ tháng 1 năm 2022, Super League Thụy Sĩ xếp hạng thứ 14 tại châu Âu theo hệ số xếp hạng của UEFA, dựa trên kết quả thi đấu của các câu lạc bộ Thụy Sĩ trong các giải đấu toàn châu Âu.
Giải bóng đá Thụy Sĩ ngoài các câu lạc bộ Thụy Sĩ còn có một số câu lạc bộ từ các quốc gia khác tham giaː tất cả các câu lạc bộ từ Công quốc Liechtenstein (7 đội, trong đó nổi tiếng nhất là FC Vaduz từng thi đấu tại Swiss Super League), 1 đội từ Đức (FC Büsingen từ vùng Büsingen am Hochrhein thi đấu tại hạng 5), 1 đội từ Ý (AP Campionese từ vùng Campione d'Italia thi đấu tại hạng 9).

## Tên
Do Thụy Sĩ có nhiều ngôn ngữ chính thức, tên gọi trong các ngôn ngữ đã khác nhau giữa các vùng trong một số thời điểm, cụ thể như bảng dướiː
| Năm       | Tiếng Đức               | Tiếng Pháp              | Tiếng Ý                 |
| --------- | ----------------------- | ----------------------- | ----------------------- |
| 1897–1929 | Serie A                 | Serie A                 | Serie A                 |
| 1930–31   |                         | 1e Ligue                | Prima Lega              |
| 1931–44   | Nationalliga            | Ligue Nationale         | Lega Nazionale          |
| 1933      |                         | Challenge National      | Challenge National      |
| 2012–     | Raiffeisen Super League | Raiffeisen Super League | Raiffeisen Super League |

## Mùa giải 2018-19

### Câu lạc bộ tham gia
Các đội thi đấu trong mùa 2018-19 là: 
| Đội                     | Ngày thành lập | Bang       | Sân nhà         | Sức chứa |
| ----------------------- | -------------- | ---------- | --------------- | -------- |
| FC Basel                | 15/11/1893     | Basel      | St. Jakob-Park  | 37.994   |
| Grasshopper Club Zürich | 01/09/1886     | Zürich     | Letzigrund      | 26.104   |
| FC Lugano               | 28/07/1908     | Lugano     | SVĐ Cornaredo   | 6.390    |
| FC Luzern               | 12/08/1901     | Luzern     | Swissporarena   | 16.490   |
| FC Sion                 | 01/07/1909     | Sion       | Tourbillon      | 14.283   |
| FC St. Gallen           | 19/04/1879     | St. Gallen | Kybunpark       | 19.456   |
| FC Thun                 | 04/05/1898     | Thun       | Stockhorn Arena | 10.104   |
| Neuchâtel Xamax         | 1912           | Neuchâtel  | SVĐ Maladière   | 12.000   |
| BSC Young Boys          | 14/03/1898     | Bern       | SVĐ Thụy Sĩ     | 31.789   |
| FC Zürich               | 28/08/1896     | Zürich     | Letzigrund      | 26.104   |

## Câu lạc bộ vô địch
| Mùa giải | Vô địch        | Á quân      | Hạng ba     | Vua phá lưới                     | Vua phá lưới | Vua phá lưới |
| Mùa giải | Vô địch        | Á quân      | Hạng ba     | Cầu thủ (Đội)                    | Quốc gia     | Số bàn       |
| -------- | -------------- | ----------- | ----------- | -------------------------------- | ------------ | ------------ |
| 2003–04  | Basel          | Young Boys  | Servette    | Stéphane Chapuisat (Young Boys)  | Thụy Sĩ      | 23           |
| 2004–05  | Basel (2)      | Thun        | Grasshopper | Christian Giménez (Basel)        | Argentina    | 27           |
| 2005–06  | Zürich         | Basel       | Young Boys  | Alhassane Keita (Zürich)         | Guinée       | 20           |
| 2006–07  | Zürich (2)     | Basel       | Sion        | Mladen Petrić (Basel)            | Croatia      | 19           |
| 2007–08  | Basel (3)      | Young Boys  | Zürich      | Hakan Yakin (Young Boys)         | Thụy Sĩ      | 24           |
| 2008–09  | Zürich (3)     | Young Boys  | Basel       | Seydou Doumbia (Young Boys)      | Bờ Biển Ngà  | 20           |
| 2009–10  | Basel (4)      | Young Boys  | Grasshopper | Seydou Doumbia (Young Boys)      | Bờ Biển Ngà  | 30           |
| 2010–11  | Basel (5)      | Zürich      | Young Boys  | Alexander Frei (Basel)           | Thụy Sĩ      | 27           |
| 2011–12  | Basel (6)      | Luzern      | Young Boys  | Alexander Frei (Basel)           | Thụy Sĩ      | 23           |
| 2012–13  | Basel (7)      | Grasshopper | St. Gallen  | Ezequiel Scarione (St. Gallen)   | Argentina    | 21           |
| 2013–14  | Basel (8)      | Grasshopper | Young Boys  | Shkëlzen Gashi (Grasshopper)     | Albania      | 19           |
| 2014–15  | Basel (9)      | Young Boys  | Zürich      | Shkëlzen Gashi (Basel)           | Albania      | 22           |
| 2015–16  | Basel (10)     | Young Boys  | Luzern      | Moanes Dabour (Grasshopper)      | Israel       | 19           |
| 2016–17  | Basel (11)     | Young Boys  | Lugano      | Seydou Doumbia (Basel)           | Bờ Biển Ngà  | 20           |
| 2017–18  | Young Boys     | Basel       | Luzern      | Albian Ajeti (Basel, St. Gallen) | Thụy Sĩ      | 17           |
| 2018–19  | Young Boys (2) | Basel       | Lugano      | Guillaume Hoarau (Young Boys)    | Pháp         | 24           |
| 2019–20  | Young Boys (3) | St. Gallen  | Basel       | Jean-Pierre Nsame (Young Boys)   | Cameroon     | 32           |
| 2020–21  | Young Boys (4) | Basel       | Servette    | Jean-Pierre Nsame (Young Boys)   | Cameroon     | 19           |
| 2021–22  | Zürich (4)     | Basel       | Young Boys  | Jordan Pefok (Young Boys)        | Hoa Kỳ       | 22           |
| 2022–23  | Young Boys (5) | Servette    | Lugano      | Jean-Pierre Nsame (Young Boys)   | Cameroon     | 21           |
| 2023–24  | Young Boys (6) | Lugano      | Servette    | Žan Celar (Lugano)               | Slovenia     | 13           |
| 2024–25  | Basel (12)     | Servette    | Young Boys  | Xherdan Shaqiri (Basel)          | Thụy Sĩ      | 18           |

### Thành tích theo câu lạc bộ
| Số lần vô địch | Câu lạc bộ                 | Lần cuối vô địch |
| -------------- | -------------------------- | ---------------- |
| 27             | Grasshopper                | 2003             |
| 21             | Basel                      | 2025             |
| 17             | Servette                   | 1999             |
| 17             | Young Boys                 | 2024             |
| 13             | Zürich                     | 2022             |
| 7              | Lausanne-Sport             | 1965             |
| 3              | La Chaux-de-Fonds          | 1964             |
| 3              | Lugano                     | 1949             |
| 3              | Winterthur                 | 1917             |
| 3              | Aarau                      | 1993             |
| 3              | Neuchâtel Xamax            | 1988             |
| 2              | St. Gallen                 | 2000             |
| 2              | Sion                       | 1997             |
| 1              | Anglo-American Club Zürich | 1899             |
| 1              | Biel-Bienne                | 1947             |
| 1              | Luzern                     | 1989             |
| 1              | Brühl                      | 1915             |
| 1              | Étoile-Sporting            | 1919             |
| 1              | Bellinzona                 | 1948             |

### Thành tích của các câu lạc bộ (chỉ thời kỳ chuyên nghiệp)
| Câu lạc bộ        | Số danh hiệu |
| ----------------- | ------------ |
| Grasshopper       | 19           |
| Basel             | 18           |
| Young Boys        | 11           |
| Zürich            | 10           |
| Servette          | 10           |
| Lausanne-Sport    | 5            |
| La Chaux-de-Fonds | 3            |
| Lugano            | 3            |
| Sion              | 2            |
| Neuchâtel Xamax   | 2            |
| Bellinzona        | 1            |
| Aarau             | 1            |
| Biel-Bienne       | 1            |
| Luzern            | 1            |
| St. Gallen        | 1            |